# Distichocera superba
Distichocera superba är en skalbaggsart som beskrevs av Max Poll 1887. Distichocera superba ingår i släktet Distichocera och familjen långhorningar. Inga underarter finns listade i Catalogue of Life.